# ゲルマー・ルドルフ
ゲルマー・ルドルフ（Germar Rudolf, 1964年10月29日 - ）は、ドイツ人化学者でホロコースト否認論者。離婚するまで妻の姓「シーラー」（Scheerer）を名乗っていた。
ルドルフは一時、ドイツの右翼政党である共和党の党員だった。

## 来歴
リンブルク・アン・デア・ラーン生まれ。1983年にレムシャイトで中等教育を受けたあと、ルドルフはボンで化学を専攻し、1989年に卒業した。学生時代はA.V. Tuisconia Königsberg zu BonnとK.D.St.V. Nordgau Prag zu Stuttgartに所属した。どちらもカトリック・ドイツ学友会連合の傘下のカトリック系のドイツ人学生自治会である。ルドルフは自らの刊行物によって所属する学生自治会の信条に背いたことを理由として、会から追放されている。
軍務の後に大学研究科のPh.D.コースを修了すると、ルドルフは1990年10月よりシュトゥットガルトにあるマックス・プランク固体物理学研究所に臨時雇いとなった。この時期彼は元ドイツ空軍大佐のハヨ・ヘルマンのために「アウシュヴィッツのガス室のシアン化合物の組成と実証可能性に関する報告」というタイトルの論文を書いている。
ドイツの法律で犯罪に規定されている民衆扇動罪のかどで告発されていた元ドイツ国防軍将軍で突出したナチ活動家であったオットー・エルンスト・レーマーの弁護のため、ヘルマンはルドルフの論文を使用した。議論の的となったこの「ルドルフ報告」においては、アウシュヴィッツ強制収容所のガス室に積まれたレンガのサンプルを採集したところ、ガス室の壁と思われるものからはシアン化合物はほんの少量しか検出されなかったとルドルフは主張している。ルドルフ報告はホロコースト歴史プロジェクトのリチャード・J・グリーンとジェイミー・マッカーシー（Jamie McCarthy）からその正当性に疑念が投げかけられている。
1993年にルドルフは、アウシュヴィッツ＝ビルケナウ強制収容所のガス室のあった場所から採取したサンプルを分析してもらうのにマックス・プランク研究所の名前を無断で使用したとして同研究所を免職処分となっている。彼はこの免職の決定を不服として訴えを起こしたが処分は覆らなかった。それから後は、後援者から金銭的援助を得たり、出版業者として働きながら、ホロコースト否認とそれに関連する違法行為に関わる裁判で助言を行っている。
2023年1月25日に、ホロコースト否定論者としての功績を認められ、「国際ロベール・フォーリソン賞」を受賞した。

## 法的帰着: 逃亡、追放、投獄
1994年、「ルドルフ報告」（ドイツではホロコースト否認は犯罪と看做される）を理由としてテュービンゲン地方裁判所から14箇月の禁固刑が言い渡された。ルドルフはスペイン、イングランド、そしてついにはアメリカのシカゴへ逃亡し、シカゴでは政治亡命を申請した。しかし申請は拒まれた。
その間にもドイツでは犯罪捜査が進んでいた。2004年8月、マンハイム地方裁判所は20万ユーロが預けられていた銀行口座を差し押さえた。ルドルフとその仲間はホロコーストを否認する出版物を売ることでこれだけの金を稼いでいた。
2004年9月11日、ルドルフはアメリカ市民と結婚した。にもかかわらず11月には、ルドルフからの亡命申請は、それが「ばかげた」ものであるということを理由に最終的に却下された。2005年10月19日にルドルフは逮捕され、11月15日にその身柄はドイツへと強制送還された。ドイツに着くなり彼は警察に逮捕され、バーデン＝ヴュルテンベルク州の刑務所に送られた。

## 出版物
マックス・プランク研究所を解雇されると、ルドルフはホロコースト否認に関する複数の本を出版し始めた。彼はいくつかの筆名を使い、いくつもの筆名を使うことはドイツの偏向した法的状況下では正当なものだと主張した。1998年はイングランドのヘイスティングスでキャッスル・ヒル・パブリッシャーズ（Castle Hill Publishers）という出版社を作った。さらに彼はベルギーの歴史修正主義組織のVrij Historisch Onderzoek(VHO) の活動に深く関わった。

### ホロコーストの解剖
『Dissecting the Holocaust（ホロコーストの解剖）』という本がルドルフによって編纂され共著された。ルドルフはこの時エルンスト・ガウス（Ernst Gauss）という筆名を使用した。『Grundlagen zur Zeitgeschichte（現代史の基礎）』というタイトルの付いたこのドイツ語で書かれた出版物によって、ルドルフに対しては新たに複数の公訴が行われた。ロベール・フォーリソン、ユルゲン・グラフ、カルロ・マットーニョ、ウド・ヴァレンディ、フリードリヒ・パウル・ベルク（Friedrich Paul Berg）といった修正主義的学者たちがこの研究に貢献していた。補遺にはこの研究に対する長々しい説明が付いていた。この説明は職業的歴史家でドイツ・ソヴィエト軍事史・外交史の権威であるヨアヒム・ホフマンによって書かれていた。

## 政治

### ネオナチ的思想傾向があるという主張
ゲルマー・ルドルフにはネオナチ的な思想傾向があることが言われている。ルドルフはその著書『Dissecting the Holocaust（ホロコーストの解剖）』でこの問題について触れている。この本によって彼は収監されたのだが、そこには次のように述べられている:「この研究に貢献しているどの著者も自分たちに国家社会主義的な思想があるとは思っていないことを今ここで述べておかなければならない。」

### 極右だという主張
ゲルマー・ルドルフには極右的思想傾向があるといわれる。『Dissecting the Holocaust（ホロコーストの解剖）』においては、彼は自分が政治的に右派であると認識していることを明らかにしているが、さらには過激主義は危険で避けるべきものだともはっきりと述べている。ホロコースト修正主義者の政治的責任に関する討論で彼は次のように述べている:
「ホロコーストに関する議論が急進派や過激派の集団でなく一般の社会的集団に広まるうように気をつけることが中庸の政治の最も重要な関心事であるべきだ。そうすることによって、歴史記述の見直しが引き起こすであろうどのような結果でもまともな政治家や尊敬されている政治家によって確実に充分に提示され実行されることが可能となるのである。そして科学者にとって最も重要な関心事は政治家に対しこの事実への注意を喚起し、彼ら政治家が科学的洞察の断崖へと舵を取る際に彼らに寄り添うことなのである。」

## 主な著作
- 「ルドルフ報告」（英語）
- ルドルフ報告 - アウシュヴィッツの「ガス室」の化学的・技術的側面についての専門家報告 - 日本語抄訳
- Lectures on the Holocaust - 『ホロコースト講義』修正主義の「平易で概括的な入門書」。なお、同書は名誉棄損のための犯罪手段（ドイツ刑法第74条）として没収を受けている（2007年、マンハイム地裁判決）。
- 試訳：ホロコースト講義 - 日本語訳
- Dissecting the Holocaust（ホロコーストの解剖）第4版 2024年